# Janine Reynaud
Janine Reynaud (París, 13 de agosto de 1930-Sugar Land, 13 de mayo de 2018) fue una actriz y modelo francesa que participó en una treintena de películas entre las décadas de 1960 y 1970.
Fue esposa del también actor y director francés Michel Lemoine, con el cual compartió reparto en varias películas, entre las que pueden citarse El caso de las dos bellezas (1968), Les désaxées (1972) o Les chiennes (1973).

## Biografía
Reynaud nació en París, Francia en 1930.
Apareció en las películas Six Days a Week y Mission to Caracas (ambas de 1965) antes de protagonizar varias películas dirigidas por Jesús Franco, incluyendo Kiss Me Monster (1967) y Succubus (1968).
Reynaud estuvo casada por un tiempo con su coprotagonista de Succubus, Michel Lemoine, aunque eventualmente se separaron. Reynaud se retiró a Estados Unidos, estableciéndose en Texas. Falleció el 13 de mayo de 2018 en Sugar Land, un suburbio de Houston.

## Filmografía completa
- Tire pas sur mon collant (1978)
- Confidencias eróticas de una cama (1973)
- Les chiennes (1973)
- Pénélope, folle de son corps (1973)
- Les désaxées (1972)
- Les félines (1972)
- El justiciero ciego (1971)
- Frustration (1971)
- Käpt'n Rauhbein aus St. Pauli (1971)
- La cola del escorpión (1971)
- Yo soy ninfómana (1971)
- Cobras humanas (1971)
- Wie kurz ist die Zeit zu lieben (1970)
- Bésame monstruo (1969)
- El caso de las dos bellezas (1968)
- Più tardi Claire, più tardi... (1968)
- La main noire (1968)
- Im Schloß der blutigen Begierde (1968)
- Assassino senza volto (1968)
- Necronomicón (1968)
- Qué dulce es morir así (1967)
- La spia che viene dal mare (1966)
- A.D.3 operazione squalo bianco (1966)
- Cifrado especial (1966)
- S077: Operación relámpago (1966)
- Reto a los asesinos (1966)
- Misión especial en Caracas (1965)
- Da Istanbul ordine di uccidere (1965)
- Una voglia da morire (1965)
- La mentirosa (1965)